# Меляк
Меляк (серб. Мељак) — населённый пункт в Сербии, округе Белград, общине Бараево.

## Население
В селе проживает 1772 жителей, из которых совершеннолетних 1434. Средний возраст — 39,3 года (мужчины — 37,9 года, женщины — 40,7 года). В населённом пункте 588 домохозяйств, среднее число членов в которых — 3,01.
|            | Этносы | Численность |
| ---------- | ------ | ----------- |
|            | сербы  | 1666        |
| черногорцы | 15     |             |
| русские    | 6      |             |
| югословены | 5      |             |
| хорваты    | 4      |             |
| словенцы   | 3      |             |